# Ctenitis distans
Ctenitis distans là một loài thực vật có mạch trong họ Dryopteridaceae. Loài này được (Brack.) Ching miêu tả khoa học đầu tiên năm 1938.